# Bắc Ninh (báo)
Báo Bắc Ninh là một cơ quan ngôn luận của Đảng bộ Đảng Cộng sản Việt Nam tỉnh Bắc Ninh, được xem là "tiếng nói của Đảng, chính quyền và nhân dân tỉnh Bắc Ninh".

## Lãnh đạo
Báo Bắc Ninh do Tiến sĩ Nguyễn Tiến Vụ làm Tổng biên tập. Các Phó Tổng biên tập là ông Nguyễn Khắc Tuấn, ông Đào Đình Khoa và ông Lê Thanh Hóa.

## Thành tích đạt được
Đầu năm 2004, Báo Bắc Ninh phát triển thêm Báo Bắc Ninh điện tử. Trong dịp kỷ niệm 45 năm Ngày thành lập vào ngày 19 tháng 8 năm 2007, báo được tặng Huân chương Lao động hạng Ba.